# Sergueï Lyakhovich
Serguei Lyakhovich est un boxeur biélorusse né le 29 mai 1976 à Vitebsk.

## Carrière
Passé professionnel en 1998, il obtient une première chance mondiale après sa victoire en 2004 contre Dominick Guinn et devient le 1er avril 2006 champion du monde des poids lourds WBO en s'imposant aux points contre l'américain Lamon Brewster.
Lyakhovich s'incline en revanche dès le combat suivant face à Shannon Briggs le 4 novembre 2006. En août 2011, il est battu par KO à la 9e reprise par le finlandais Robert Helenius pour les ceintures intercontinentales WBA et WBO. Il met un terme à sa carrière de boxeur en 2014 sur un bilan de 26 victoires et 7 défaites.